# سارا لازاروس
سارا لازاروس (بالإنجليزية: Sara Lazarus)‏ هي مغنية أمريكية، ولدت في 1 أبريل 1962 في ويلمنغتون في الولايات المتحدة.

## وصلات خارجية
- سارا لازاروس على موقع ميوزك برينز (الإنجليزية)
- سارا لازاروس على موقع أول ميوزيك (الإنجليزية)
- سارا لازاروس على موقع ديسكوغز (الإنجليزية)